# Liste des buteurs de la Coupe des confédérations
Cette liste des buteurs de la Coupe des confédérations est une liste exhaustive des footballeurs ayant marqué au moins un but en Coupe des confédérations.

## Classement général
| Rang | Joueur            | Équipe          | Détail par édition           | Matchs | Ratio | Buts |
| ---- | ----------------- | --------------- | ---------------------------- | ------ | ----- | ---- |
| 1    | Cuauhtémoc Blanco | Mexique         | 1995 (0), 1997 (3), 1999 (6) | 8      | 1,13  | 9    |
| 2    | Ronaldinho        | Brésil          | 1999 (6), 2003 (0), 2005 (3) | 13     | 0,69  | 9    |
| 3    | Fernando Torres   | Espagne         | 2009 (3), 2013 (5)           | 9      | 0,89  | 8    |
| 4    | Romário           | Brésil          | 1997 (7)                     | 4      | 1,75  | 7    |
| 5    | Adriano           | Brésil          | 2003 (2), 2005 (5)           | 8      | 0,88  | 7    |
| 6    | Marzouk al-Otaibi | Arabie saoudite | 1999 (6)                     | 4      | 1,5   | 6    |
| 7    | David Villa       | Espagne         | 2009 (3), 2013 (3)           | 8      | 0,75  | 6    |
| 8    | Vladimír Šmicer   | Tchéquie        | 1997 (5)                     | 5      | 1     | 5    |
| 8    | Fred              | Brésil          | 2013 (5)                     | 5      | 1     | 5    |
| 8    | Luís Fabiano      | Brésil          | 2003 (0), 2009 (5)           | 5      | 1     | 5    |

- Année en gras, les joueurs vainqueurs de l'édition.
- Nombre en gras, les joueurs finissant meilleur buteur de l'édition.

## Meilleurs buteurs par édition
| Édition | Joueur              | Équipe          | Matchs | Buts |
| ------- | ------------------- | --------------- | ------ | ---- |
| 1992    | Gabriel Batistuta   | Argentine       | 2      | 2    |
| 1992    | Bruce Murray        | États-Unis      | 2      | 2    |
| 1995    | Luis García Postigo | Mexique         | 3      | 3    |
| 1997    | Romário             | Brésil          | 4      | 7    |
| 1999    | Marzouk al-Otaibi   | Arabie saoudite | 4      | 6    |
| 1999    | Ronaldinho          | Brésil          | 5      | 6    |
| 1999    | Cuauhtémoc Blanco   | Mexique         | 5      | 6    |
| 2001    | Hwang Sun-hong      | Corée du Sud    | 3      | 2    |
| 2001    | Shaun Murphy        | Australie       | 3      | 2    |
| 2001    | Takayuki Suzuki     | Japon           | 3      | 2    |
| 2001    | Éric Carrière       | France          | 4      | 2    |
| 2001    | Robert Pirès        | France          | 5      | 2    |
| 2001    | Patrick Vieira      | France          | 5      | 2    |
| 2001    | Sylvain Wiltord     | France          | 5      | 2    |
| 2003    | Thierry Henry       | France          | 5      | 4    |
| 2005    | Adriano             | Brésil          | 5      | 5    |
| 2009    | Luís Fabiano        | Brésil          | 5      | 5    |
| 2013    | Fernando Torres     | Espagne         | 4      | 5    |
| 2013    | Fred                | Brésil          | 5      | 5    |
| 2017    | Leon Goretzka       | Allemagne       | 4      | 3    |
| 2017    | Timo Werner         | Allemagne       | 4      | 3    |
| 2017    | Lars Stindl         | Allemagne       | 4      | 3    |

- Équipe en gras, vainqueur de l'édition.

## Liste des buteurs par pays

### Afrique du Sud
| Joueur            | Buts | 1997 | 2009 |
| ----------------- | ---- | ---- | ---- |
| Helman Mkhalele   | 2    | 2    |      |
| Katlego Mphela    | 2    |      | 2    |
| Bernard Parker    | 2    |      | 2    |
| Brendan Augustine | 1    | 1    |      |
| Pollen Ndlanya    | 1    | 1    |      |
| Lucas Radebe      | 1    | 1    |      |
| Total             | 9    | 5    | 4    |

### Allemagne
| Joueur                 | Buts | 1999 | 2005 | 2017 |
| ---------------------- | ---- | ---- | ---- | ---- |
| Michael Ballack        | 4    |      | 4    |      |
| Leon Goretzka          | 3    |      |      | 3    |
| Lukas Podolski         | 3    |      | 3    |      |
| Lars Stindl            | 3    |      |      | 3    |
| Timo Werner            | 3    |      |      | 3    |
| Kevin Kurányi          | 2    |      | 2    |      |
| Bastian Schweinsteiger | 2    |      | 2    |      |
| Gerald Asamoah         | 1    |      | 1    |      |
| Kerem Demirbay         | 1    |      |      | 1    |
| Julian Draxler         | 1    |      |      | 1    |
| Mike Hanke             | 1    |      | 1    |      |
| Robert Huth            | 1    |      | 1    |      |
| Lothar Matthäus        | 1    | 1    |      |      |
| Per Mertesacker        | 1    |      | 1    |      |
| Michael Preetz         | 1    | 1    |      |      |
| Amin Younes            | 1    |      |      | 1    |
| Total                  | 29   | 2    | 15   | 12   |

### Arabie saoudite
| Joueur               | Buts | 1992 | 1995 | 1997 | 1999 |
| -------------------- | ---- | ---- | ---- | ---- | ---- |
| Marzouk al-Otaibi    | 6    |      |      |      | 6    |
| Fahad al-Bishi       | 1    | 1    |      |      |      |
| Mohammed al-Khilaiwi | 1    |      |      | 1    |      |
| Khalid al-Muwallid   | 1    | 1    |      |      |      |
| Saeed al-Owairan     | 1    | 1    |      |      |      |
| Ibrahim al-Shahrani  | 1    |      |      |      | 1    |
| Nawaf al-Temyat      | 1    |      |      |      | 1    |
| Youssef al-Thuniyan  | 1    | 1    |      |      |      |
| Total                | 13   | 4    | 0    | 1    | 8    |

### Argentine
| Joueur                   | Buts | 1992 | 1995 | 2005 |
| ------------------------ | ---- | ---- | ---- | ---- |
| Gabriel Batistuta        | 4    | 2    | 2    |      |
| Luciano Gabriel Figueroa | 4    |      |      | 4    |
| Juan Román Riquelme      | 3    |      |      | 3    |
| Alberto Acosta           | 1    | 1    |      |      |
| Pablo Aimar              | 1    |      |      | 1    |
| Ricardo Altamirano       | 1    | 1    |      |      |
| Esteban Cambiasso        | 1    |      |      | 1    |
| Claudio Caniggia         | 1    | 1    |      |      |
| José Chamot              | 1    |      | 1    |      |
| Ariel Ortega             | 1    |      | 1    |      |
| Sebastián Rambert        | 1    |      | 1    |      |
| Leonardo Rodríguez       | 1    | 1    |      |      |
| Javier Saviola           | 1    |      |      | 1    |
| Diego Simeone            | 1    | 1    |      |      |
| Total                    | 22   | 7    | 5    | 10   |

### Australie
| Joueur        | Buts | 1997 | 2001 | 2005 | 2017 |
| ------------- | ---- | ---- | ---- | ---- | ---- |
| John Aloisi   | 5    | 1    |      | 4    |      |
| Shaun Murphy  | 2    |      | 2    |      |      |
| Josip Skoko   | 2    |      | 1    | 1    |      |
| Tomi Jurić    | 1    |      |      |      | 1    |
| Harry Kewell  | 1    | 1    |      |      |      |
| Mark Milligan | 1    |      |      |      | 1    |
| Damian Mori   | 1    | 1    |      |      |      |
| Tom Rogić     | 1    |      |      |      | 1    |
| James Troisi  | 1    |      |      |      | 1    |
| Mark Viduka   | 1    | 1    |      |      |      |
| Clayton Zane  | 1    |      | 1    |      |      |
| Total         | 17   | 4    | 4    | 5    | 4    |

### Bolivie
| Joueur            | Buts | 1999 |
| ----------------- | ---- | ---- |
| Limberg Gutiérrez | 1    | 1    |
| Renny Ribera      | 1    | 1    |
| Total             | 2    | 2    |

### Brésil
| Joueur        | Buts | 1997 | 1999 | 2001 | 2003 | 2005 | 2009 | 2013 |
| ------------- | ---- | ---- | ---- | ---- | ---- | ---- | ---- | ---- |
| Ronaldinho    | 9    |      | 6    |      |      | 3    |      |      |
| Adriano       | 7    |      |      |      | 2    | 5    |      |      |
| Romário       | 7    | 7    |      |      |      |      |      |      |
| Alex          | 5    |      | 4    |      | 1    |      |      |      |
| Fred          | 5    |      |      |      |      |      |      | 5    |
| Luís Fabiano  | 5    |      |      |      |      |      | 5    |      |
| Neymar        | 4    |      |      |      |      |      |      | 4    |
| Ronaldo       | 4    | 4    |      |      |      |      |      |      |
| Kaká          | 3    |      |      |      |      | 1    | 2    |      |
| Robinho       | 3    |      |      |      |      | 2    | 1    |      |
| Zé Roberto    | 3    |      | 3    |      |      |      |      |      |
| Jô            | 2    |      |      |      |      |      |      | 2    |
| Paulinho      | 2    |      |      |      |      |      |      | 2    |
| Rôni          | 2    |      | 2    |      |      |      |      |      |
| Carlos Miguel | 1    |      |      | 1    |      |      |      |      |
| César Sampaio | 1    | 1    |      |      |      |      |      |      |
| Dani Alves    | 1    |      |      |      |      |      | 1    |      |
| Dante         | 1    |      |      |      |      |      |      | 1    |
| Denílson      | 1    | 1    |      |      |      |      |      |      |
| Felipe Melo   | 1    |      |      |      |      |      | 1    |      |
| João Carlos   | 1    |      | 1    |      |      |      |      |      |
| Juan          | 1    |      |      |      |      |      | 1    |      |
| Juninho       | 1    |      |      |      |      | 1    |      |      |
| Júnior Baiano | 1    | 1    |      |      |      |      |      |      |
| Lúcio         | 1    |      |      |      |      |      | 1    |      |
| Maicon        | 1    |      |      |      |      |      | 1    |      |
| Marcos Paulo  | 1    |      | 1    |      |      |      |      |      |
| Ramon Menezes | 1    |      |      | 1    |      |      |      |      |
| Serginho      | 1    |      | 1    |      |      |      |      |      |
| Washington    | 1    |      |      | 1    |      |      |      |      |
| CSC           | 1    |      |      |      |      |      | 1    |      |
| Total         | 78   | 14   | 18   | 3    | 3    | 12   | 14   | 14   |

### Cameroun
| Joueur               | Buts | 2001 | 2003 | 2017 |
| -------------------- | ---- | ---- | ---- | ---- |
| Vincent Aboubakar    | 1    |      |      | 1    |
| Samuel Eto'o         | 1    |      | 1    |      |
| Geremi               | 1    |      | 1    |      |
| Patrick Mboma        | 1    | 1    |      |      |
| Pius N'Diefi         | 1    |      | 1    |      |
| Bernard Tchoutang    | 1    | 1    |      |      |
| André Zambo Anguissa | 1    |      |      | 1    |
| Total                | 7    | 2    | 3    | 2    |

### Canada
| Joueur | Buts | 2001 |
| ------ | ---- | ---- |
| 0      |      |      |
| Total  | 0    | 0    |

### Chili
| Joueur           | Buts | 2017 |
| ---------------- | ---- | ---- |
| Martín Rodríguez | 1    | 1    |
| Alexis Sánchez   | 1    | 1    |
| Eduardo Vargas   | 1    | 1    |
| Arturo Vidal     | 1    | 1    |
| Total            | 4    | 4    |

### Colombie
| Joueur                | Buts | 2003 |
| --------------------- | ---- | ---- |
| Giovanni Hernández    | 3    | 3    |
| Jorge López Caballero | 1    | 1    |
| Mario Yepes           | 1    | 1    |
| Total                 | 5    | 5    |

### Corée du Sud
| Joueur         | Buts | 2001 |
| -------------- | ---- | ---- |
| Hwang Sun-hong | 2    | 2    |
| Yoo Sang-chul  | 1    | 1    |
| Total          | 3    | 3    |

### Côte d'Ivoire
| Joueur             | Buts | 1992 |
| ------------------ | ---- | ---- |
| Donald-Olivier Sié | 1    | 1    |
| Abdoulaye Traoré   | 1    | 1    |
| Total              | 2    | 2    |

### Danemark
| Joueur           | Buts | 1995 |
| ---------------- | ---- | ---- |
| Peter Rasmussen  | 2    | 2    |
| Brian Laudrup    | 1    | 1    |
| Michael Laudrup  | 1    | 1    |
| Morten Wieghorst | 1    | 1    |
| Total            | 5    | 5    |

### Égypte
| Joueur             | Buts | 1999 | 2009 |
| ------------------ | ---- | ---- | ---- |
| Samir Kamouna      | 2    | 2    |      |
| Mohamed Zidan      | 2    |      | 2    |
| Ahmed Hassan       | 1    | 1    |      |
| Homos              | 1    |      | 1    |
| Yasser Radwan      | 1    | 1    |      |
| Abdel Sattar Sabry | 1    | 1    |      |
| Mohamed Shawky     | 1    |      | 1    |
| Total              | 9    | 5    | 4    |

### Émirats arabes unis
| Joueur           | Buts | 1997 |
| ---------------- | ---- | ---- |
| Adnan Al-Talyani | 1    | 1    |
| Hassan Mubarak   | 1    | 1    |
| Total            | 2    | 2    |

### Espagne
| Joueur            | Buts | 2009 | 2013 |
| ----------------- | ---- | ---- | ---- |
| Fernando Torres   | 8    | 3    | 5    |
| David Villa       | 6    | 3    | 3    |
| Jordi Alba        | 2    |      | 2    |
| Daniel Güiza      | 2    | 2    |      |
| David Silva       | 2    |      | 2    |
| Cesc Fàbregas     | 1    | 1    |      |
| Fernando Llorente | 1    | 1    |      |
| Juan Mata         | 1    |      | 1    |
| Pedro             | 1    |      | 1    |
| Roberto Soldado   | 1    |      | 1    |
| Xabi Alonso       | 1    | 1    |      |
| Total             | 26   | 11   | 15   |

### États-Unis
| Joueur           | Buts | 1992 | 1999 | 2003 | 2009 |
| ---------------- | ---- | ---- | ---- | ---- | ---- |
| Clint Dempsey    | 3    |      |      |      | 3    |
| Brian McBride    | 2    |      | 2    |      |      |
| Landon Donovan   | 2    |      |      |      | 2    |
| Bruce Murray     | 2    | 2    |      |      |      |
| Jozy Altidore    | 1    |      |      |      | 1    |
| Marcelo Balboa   | 1    | 1    |      |      |      |
| DaMarcus Beasley | 1    |      |      | 1    |      |
| Michael Bradley  | 1    |      |      |      | 1    |
| Paul Bravo       | 1    |      | 1    |      |      |
| Charlie Davies   | 1    |      |      |      | 1    |
| Cobi Jones       | 1    | 1    |      |      |      |
| Jovan Kirovski   | 1    |      | 1    |      |      |
| Joe-Max Moore    | 1    |      | 1    |      |      |
| Ben Olsen        | 1    |      | 1    |      |      |
| Eric Wynalda     | 1    | 1    |      |      |      |
| Total            | 20   | 5    | 6    | 1    | 8    |

### France
| Joueur          | Buts | 2001 | 2003 |
| --------------- | ---- | ---- | ---- |
| Robert Pirès    | 5    | 2    | 3    |
| Thierry Henry   | 4    |      | 4    |
| Sylvain Wiltord | 3    | 2    | 1    |
| Éric Carrière   | 2    | 2    |      |
| Patrick Vieira  | 2    | 2    |      |
| Nicolas Anelka  | 1    | 1    |      |
| Djibril Cissé   | 1    |      | 1    |
| Marcel Desailly | 1    | 1    |      |
| Youri Djorkaeff | 1    | 1    |      |
| Ludovic Giuly   | 1    |      | 1    |
| Sidney Govou    | 1    |      | 1    |
| Olivier Kapo    | 1    |      | 1    |
| Steve Marlet    | 1    | 1    |      |
| Total           | 24   | 12   | 12   |

### Grèce
| Joueur | Buts | 2005 |
| ------ | ---- | ---- |
| 0      |      |      |
| Total  | 0    | 0    |

### Irak
| Joueur | Buts | 2009 |
| ------ | ---- | ---- |
| 0      |      |      |
| Total  | 0    | 0    |

### Italie
| Joueur               | Buts | 2009 | 2013 |
| -------------------- | ---- | ---- | ---- |
| Mario Balotelli      | 2    |      | 2    |
| Daniele De Rossi     | 2    | 1    | 1    |
| Giuseppe Rossi       | 2    | 2    |      |
| Davide Astori        | 1    |      | 1    |
| Giorgio Chiellini    | 1    |      | 1    |
| Alessandro Diamanti  | 1    |      | 1    |
| Emanuele Giaccherini | 1    |      | 1    |
| Sebastian Giovinco   | 1    |      | 1    |
| Andrea Pirlo         | 1    |      | 1    |
| CSC                  | 1    |      | 1    |
| Total                | 13   | 3    | 10   |

### Japon
| Joueur             | Buts | 1995 | 2001 | 2003 | 2005 | 2013 |
| ------------------ | ---- | ---- | ---- | ---- | ---- | ---- |
| Shunsuke Nakamura  | 4    |      |      | 3    | 1    |      |
| Hidetoshi Nakata   | 2    |      | 1    | 1    |      |      |
| Masashi Oguro      | 2    |      |      |      | 2    |      |
| Shinji Okazaki     | 2    |      |      |      |      | 2    |
| Takayuki Suzuki    | 2    |      | 2    |      |      |      |
| Keisuke Honda      | 1    |      |      |      |      | 1    |
| Shinji Kagawa      | 1    |      |      |      |      | 1    |
| Kazuyoshi Miura    | 1    | 1    |      |      |      |      |
| Hiroaki Morishima  | 1    |      | 1    |      |      |      |
| Akinori Nishizawa  | 1    |      | 1    |      |      |      |
| Shinji Ono         | 1    |      | 1    |      |      |      |
| Atsushi Yanagisawa | 1    |      |      |      | 1    |      |
| Total              | 19   | 1    | 6    | 4    | 4    | 4    |

### Mexique
| Joueur              | Buts | 1995 | 1997 | 1999 | 2001 | 2005 | 2013 | 2017 |
| ------------------- | ---- | ---- | ---- | ---- | ---- | ---- | ---- | ---- |
| Cuauhtémoc Blanco   | 9    |      | 3    | 6    |      |      |      |      |
| Javier Hernández    | 4    |      |      |      |      |      | 3    | 1    |
| José Manuel Abundis | 3    |      |      | 3    |      |      |      |      |
| Jared Borgetti      | 3    |      |      |      |      | 3    |      |      |
| Luis García Postigo | 3    | 3    |      |      |      |      |      |      |
| Francisco Palencia  | 3    |      | 2    | 1    |      |      |      |      |
| Francisco Fonseca   | 2    |      |      |      |      | 2    |      |      |
| Ramón Ramírez       | 2    | 1    | 1    |      |      |      |      |      |
| Miguel Zepeda       | 2    |      |      | 2    |      |      |      |      |
| Néstor Araujo       | 1    |      |      |      |      |      |      | 1    |
| Marco Fabián        | 1    |      |      |      |      |      |      | 1    |
| Luis Hernández      | 1    |      | 1    |      |      |      |      |      |
| Raúl Jiménez        | 1    |      |      |      |      |      |      | 1    |
| Hirving Lozano      | 1    |      |      |      |      |      |      | 1    |
| Braulio Luna        | 1    |      | 1    |      |      |      |      |      |
| Héctor Moreno       | 1    |      |      |      |      |      |      | 1    |
| Pável Pardo         | 1    |      |      | 1    |      |      |      |      |
| Oribe Peralta       | 1    |      |      |      |      |      |      | 1    |
| Víctor Ruíz         | 1    |      |      |      | 1    |      |      |      |
| Carlos Salcido      | 1    |      |      |      |      | 1    |      |      |
| Zinha               | 1    |      |      |      |      | 1    |      |      |
| CSC                 | 1    |      |      |      |      |      |      | 1    |
| Total               | 44   | 4    | 8    | 13   | 1    | 7    | 3    | 8    |

### Nigeria
| Joueur             | Buts | 1995 | 2013 |
| ------------------ | ---- | ---- | ---- |
| Nnamdi Oduamadi    | 3    |      | 3    |
| Daniel Amokachi    | 2    | 2    |      |
| Mutiu Adepoju      | 1    | 1    |      |
| Emmanuel Amunike   | 1    | 1    |      |
| Elderson Echiéjilé | 1    |      | 1    |
| John Obi Mikel     | 1    |      | 1    |
| CSC                | 2    |      | 2    |
| Total              | 11   | 4    | 7    |

### Nouvelle-Zélande
| Joueur               | Buts | 1999 | 2003 | 2009 | 2017 |
| -------------------- | ---- | ---- | ---- | ---- | ---- |
| Raffaele de Gregorio | 1    |      | 1    |      |      |
| Chris Wood           | 1    |      |      |      | 1    |
| Chris Zoricich       | 1    | 1    |      |      |      |
| Total                | 3    | 1    | 1    | 0    | 1    |

### Portugal
| Joueur            | Buts | 2017 |
| ----------------- | ---- | ---- |
| Cristiano Ronaldo | 2    | 2    |
| Nani              | 1    | 1    |
| Ricardo Quaresma  | 1    | 1    |
| André Silva       | 1    | 1    |
| Bernardo Silva    | 1    | 1    |
| Cédric Soares     | 1    | 1    |
| Pepe              | 1    | 1    |
| Adrien Silva      | 1    | 1    |
| Total             | 9    | 9    |

### Tchéquie
| Joueur          | Buts | 1997 |
| --------------- | ---- | ---- |
| Vladimír Šmicer | 5    | 5    |
| Pavel Nedvěd    | 2    | 2    |
| Edvard Lasota   | 1    | 1    |
| Horst Siegl     | 1    | 1    |
| CSC             | 1    | 1    |
| Total           | 10   | 10   |

### Russie
| Joueur            | Buts | 2017 |
| ----------------- | ---- | ---- |
| Aleksandr Samedov | 1    | 1    |
| Fiodor Smolov     | 1    | 1    |
| CSC               | 1    | 1    |
| Total             | 3    | 3    |

### Tahiti
| Joueur         | Buts | 2013 |
| -------------- | ---- | ---- |
| Jonathan Tehau | 1    | 1    |
| Total          | 1    | 1    |

### Tunisie
| Joueur             | Buts | 2005 |
| ------------------ | ---- | ---- |
| Francileudo Santos | 2    | 2    |
| Haikel Gmamdia     | 1    | 1    |
| Total              | 3    | 3    |

### Turquie
| Joueur             | Buts | 2003 |
| ------------------ | ---- | ---- |
| Tuncay Şanlı       | 3    | 3    |
| Okan Yılmaz        | 3    | 3    |
| Gökdeniz Karadeniz | 2    | 2    |
| Total              | 8    | 8    |

### Uruguay
| Joueur             | Buts | 1997 | 2013 |
| ------------------ | ---- | ---- | ---- |
| Abel Hernández     | 4    |      | 4    |
| Edinson Cavani     | 3    |      | 3    |
| Luis Suárez        | 3    |      | 3    |
| Nicolás Olivera    | 2    | 2    |      |
| Darío Silva        | 2    | 2    |      |
| Christian Callejas | 1    | 1    |      |
| Diego Forlán       | 1    |      | 1    |
| Nicolás Lodeiro    | 1    |      | 1    |
| Diego Lugano       | 1    |      | 1    |
| Antonio Pacheco    | 1    | 1    |      |
| Diego Pérez        | 1    |      | 1    |
| Álvaro Recoba      | 1    | 1    |      |
| Marcelo Zalayeta   | 1    | 1    |      |
| Total              | 22   | 8    | 14   |